# Maison de François Ier (Luxeuil)
Pour les articles homonymes, voir Maison de François Ier.
La "maison de François Ier" est un édifice situé à Luxeuil-les-Bains, en France.

## Localisation
L'édifice est situé sur la commune de Luxeuil-les-Bains, dans le département français de la Haute-Saône.

## Historique
Improprement dénommée Maison de François Ier, cette maison a en fait été construite sous l'autorité de l'abbé François de La Palud au XVIe siècle à une époque où la Franche-Comté ne relevait pas encore du royaume de France et, bien que contemporaine du règne de François Ier, roi de France, n'évoque nullement ce roi. François de la Palud était le premier abbé de Luxeuil à porter le prénom de François (et fut le seul jusqu'à la Révolution), d'où cette appellation équivoque. Pourtant les arcades du rez-de-chaussée indiquent que deux ou trois boutiques devaient s'y trouver. Or, le rang d'ecclésiastique de François de la Palud ne lui permettait pas d'exercer une activité commerciale. Il serait donc étonnant que la maison lui ait appartenu.
L'édifice est inscrit au titre des monuments historiques en 1927 et classé en 1937.